# Біг-бег

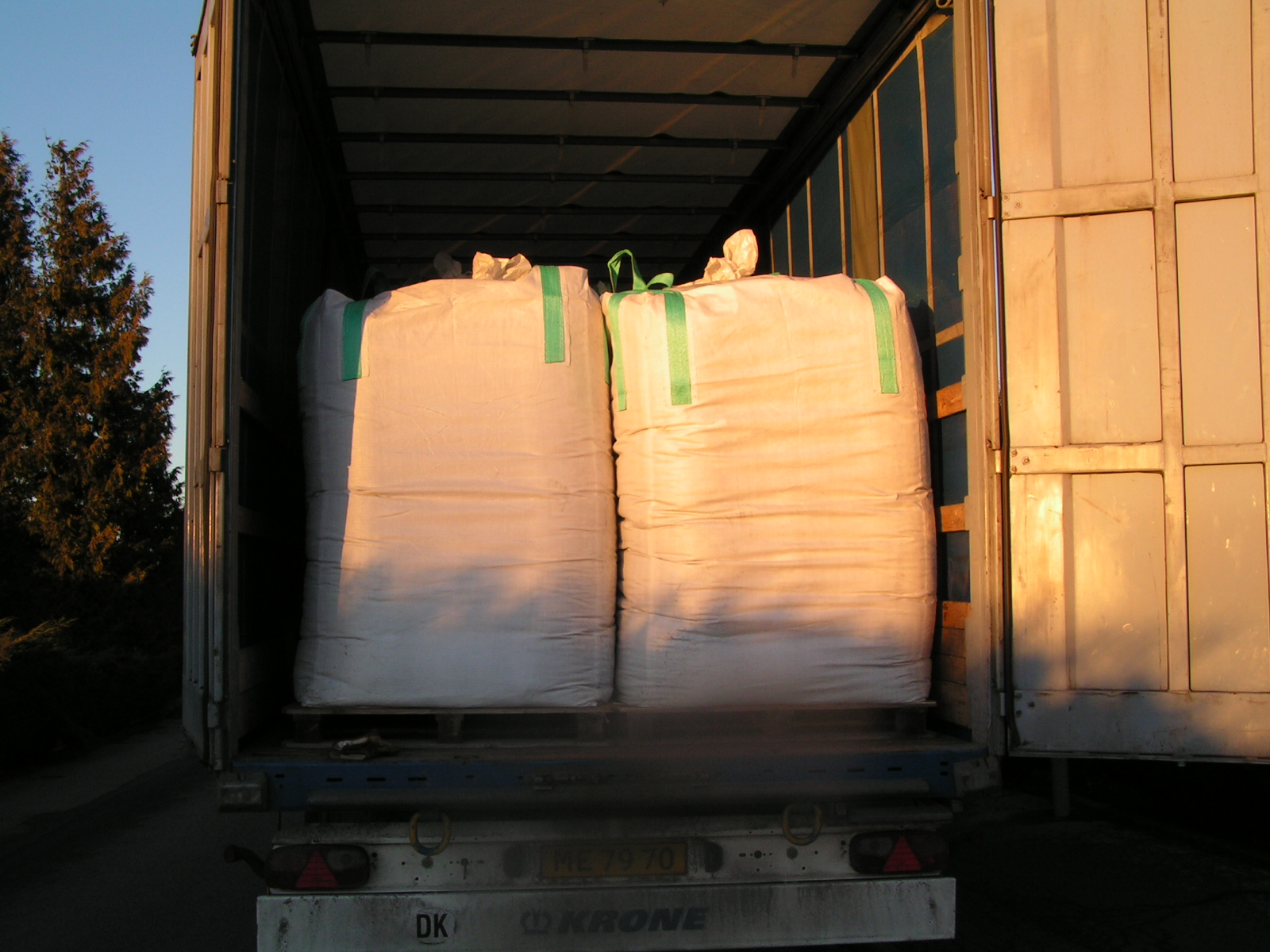
біг-беги компактно складені у вантажну машину

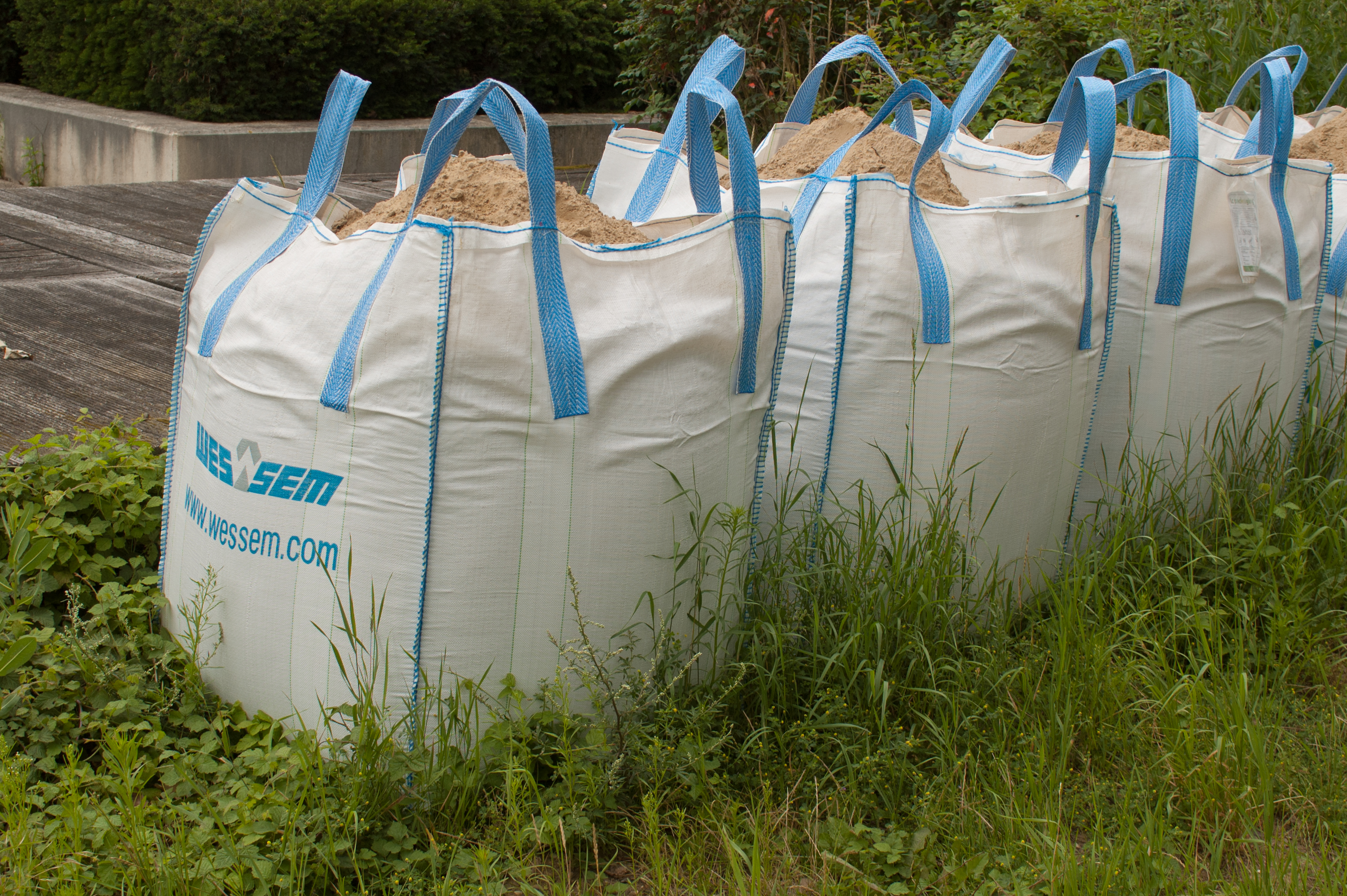
біг-беги з чотирма пришивними ручками (стропами)

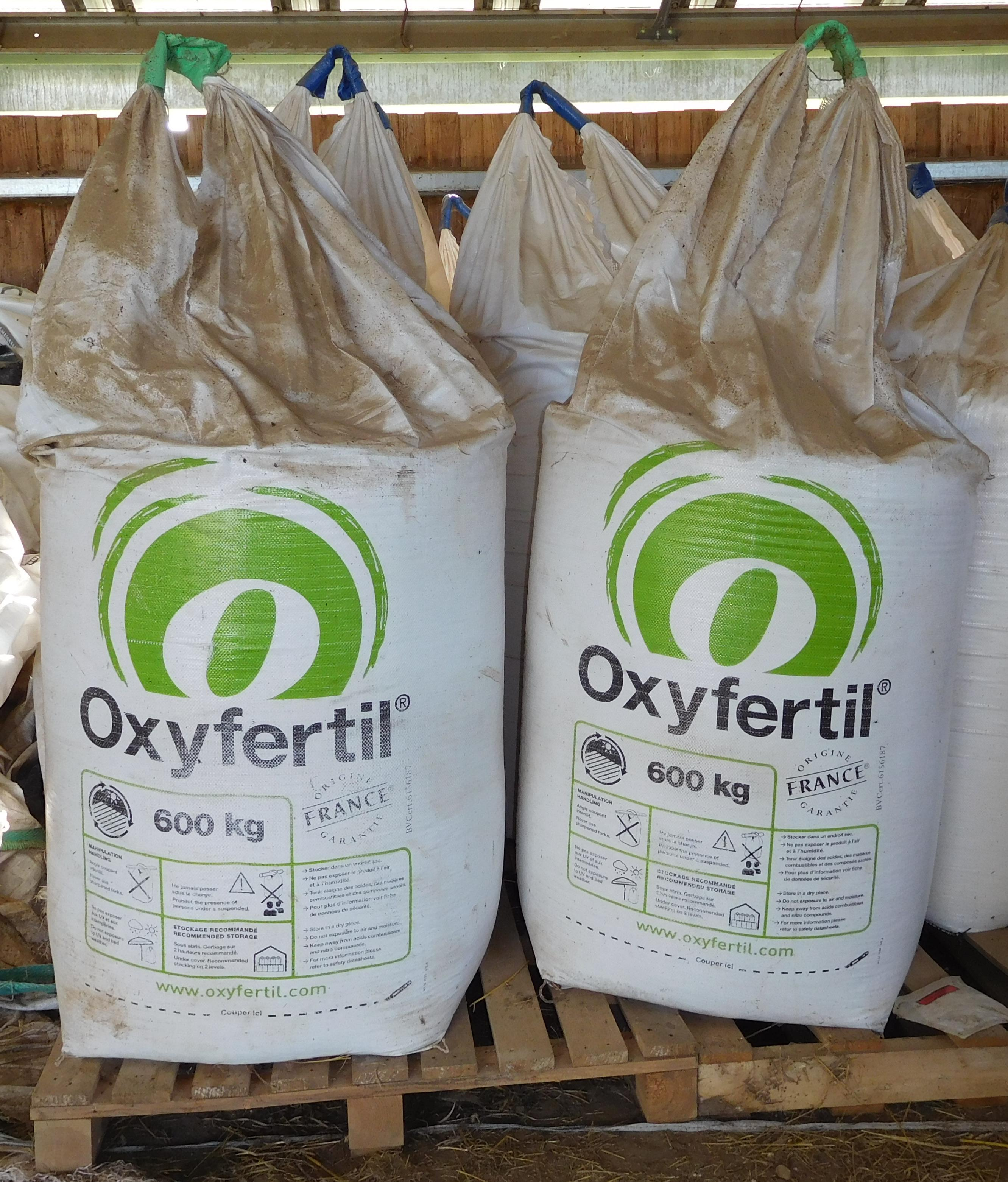
біг-беги з одною ручкою, що йде з тіла біг-бега

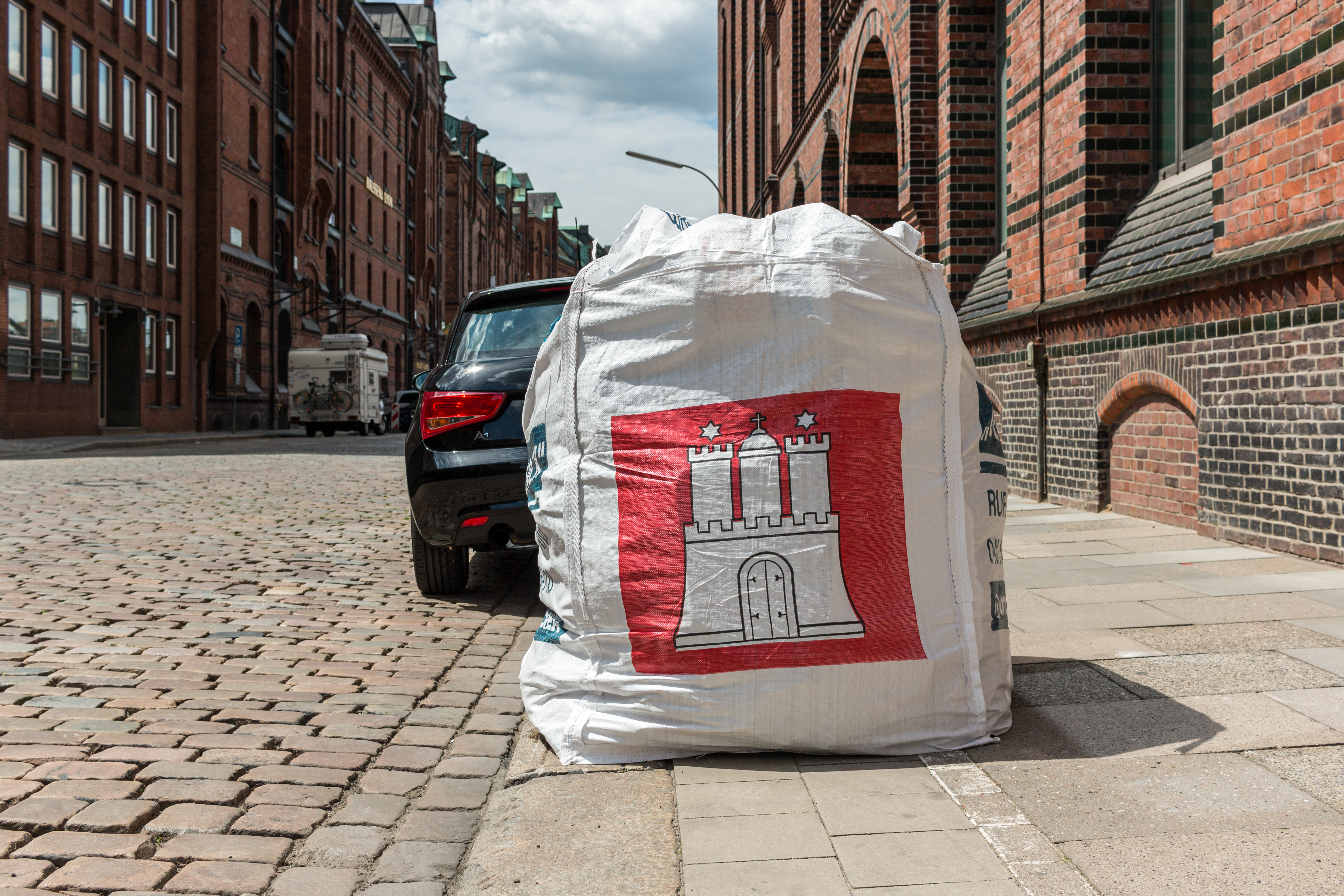
прикрашений логотипами й написами біг-бег на вулиці Гамбурга

Біг-бег, або гнучкий контейнер (з англ. — "великий мішок") — м'який контейнер, промислова тара, вироблена з гнучкого матеріалу і призначена для перевезення та зберігання різного роду вантажів і матеріалів, що мають сипучу консистенцію, такі як зерно, пісок, добрива, пелети, гранули пластику тощо. Біг-беги найчастіше виготовлені з товстого плетеного поліетилену чи поліпропілену. Мішок біг-бег, призначений для транспортування однієї тонни матеріалу, сам важитиме всього 5–7 кг. Транспортування і вантаження здійснюється або на піддонах, або піднятям його за петлі. 

## Сучасні різновиди
Є не менше двох тисяч різних патентів на біг-бег контейнери. Біг-беги мають багато переваг перед іншими видами транспортувальних місткостей і тар для зберігання. Вони виготовляються відповідно до вимог замовника. По-перше, можлива різна насипна місткість: від 500 кг до 2 тонн. З огляду на способи переміщення біг-бегів можливі варіанти з однією, двома, і, найчастіше, чотирма ручками, які можуть або йти з тіла біг-бега, або (частіше) бути пришивними (стропами). Для захисту товару всередину контейнера можна додати поліетиленову вкладку; можливе також ламінування біг-бега. Крім того, контейнери можуть мати різні приладдя для навантаження й вивантаження: верхній і/чи нижній клапан, бічний клапан, усе дно можна зробити розкривним. До того ж, контейнер може бути подвійно прошитий, пофарбований, з логотипом, написами, бічною кишенею для документів. Біг-беги, які мають внутрішні перегородки, що сприяють збереженню квадратної форми, мають назву Q-беги (від лат. quadro).

## Історія
Мішок біг-бег був розроблений ще наприкінці дев'ятнадцятого століття, але потім був забутий. Початкові варіанти конструкції контейнера застосовувалися для транспортування полістиролових речовин у відкритому вагоні поїзда або на автомобілі. Конструкція м'якого контейнера — це були два металеві ковпаки, з'єднані між собою прогумованою оболонкою. Так само в нього були чотири ручки, за допомогою яких можна було захоплювати його маніпуляторами навантажувача. Біг-бег мав два люки, розвантажувальний і навантажувальний, нагорі й у днищі. Ціна біг-бега такого типу була досить високою.
Біг-бег знову повернувся до використання у 1940-х та — на початку п'ятдесятих. Ці попередники теперішніх м'яких контейнерів були виготовлені з полівінілхлоридової гуми й зазвичай використовувалися в гумовій промисловості для транспортування сажі для використання в ролі зміцнювального наповнювача різноманітних гумових виробів.
У 1960-х, коли набуло розвитку виготовлення поліпропілену в поєднанні з новими досягненнями у ткацтві, об'ємні гнучкі мішки, як ми їх знаємо сьогодні, з'явилися на світ і швидко були прийняті до використання великим спектром нафтових і хімічних компаній для зберігання і транспортування порошкоподібної та гранульованої продукції.
Під час нафтової кризи середини 1970-х років гнучкі контейнери біг-беги справді стали широко використовувати для транспортування величезних кількостей цементу на Близький Схід з усієї Європи для швидкого розширення нафтовидобування. У їхньому зеніті понад 50 000 метричних тонн цементу тоді поставлялося у біг-бегах кораблями на щотижневій основі, щоби задовольнити величезну будівельну програму.

## Сучасність
Нині біг-беги транспортують більше ¼ млрд тонн продукції на рік і використовується для обробки, зберігання та переміщення різноманітних товарів, таких як зернові культури, порошкові хімічні й будівельні матеріали, корм для тварин. З об'ємом до 3 м³ і здатністю навантаження від пів тонни до двох тонн м'які контейнери є економічно ефективними, легкими для перероблювання та підходять практично для всяких сипучих гранул, порошку або пластівців. Розробляються також біг-беги для зберігання та фільтрації рідких речовин.
Їжу та інші товари доставляють у біг-бегах кожні два тижні повітрям у важкодоступні села, розташовані на великій висоті на острові Реюньйон (Франція). У Таїланді та в Північній Америці біг-беги використовують для захисту від повеней. Наповнені гравієм чи піском вони слугують захистом від осколків для працівників ООН або інших міжнародних організацій у конфліктних зонах, таких як Афганістан. Подекуди біг-беги використовують для захисту від падіння каменів зі схилів.

## В Україні
На основі аналізу ринку за 2008–2013 роки зроблено такі висновки. Частка вітчизняної продукції на ринку змінюється в діапазоні 82–97% і 87–97% (відповідно, натуральні та вартісні показники). У регіональному розрізі виробництво сконцентроване в Житомирській, Дніпропетровській та Харківській областях. При цьому за вартісним показником обсягу випуску зазначені регіони розташовані у зворотному порядку, що свідчить про відносну дешевизну житомирської продукції та вищу вартість одиниці продукції, виготовленої в харківському регіоні.